# Dow Chenin
Dow Chenin (hebr. דב חנין, ur. 10 stycznia 1958 w Petach Tikwie) – izraelski politolog i prawnik, polityk, członek partii Hadasz, poseł do Knesetu w latach 2006–2013 i 2015–2019.

## Życiorys
Jest członkiem komitetu centralnego Komunistycznej Partii Izraela, jak również aktywistą na rzecz socjoekonomicznej równości i działaczem ekologicznym. Jego ojciec, Dawid Chenin, był jednym z liderów Komunistycznej Partii Izraela.
W 2003 roku Chenin na ochotnika zgłosił się do obrony przed trybunałem wojskowym pięciu izraelskich żołnierzy, którzy odmówili pełnienia służby na Zachodnim Brzegu Jordanu na znak protestu przeciwko łamaniu tam praw człowieka przez wojsko izraelskie.
W czasie wyborów w 2003 roku, Chenin otrzymał o 500 głosów za mało, aby dostać się do Knesetu z listy Hadasz-Ta’al. Wywierano więc presję na Muhammada Barakę, aby ten zrezygnował z mandatu, a na jego miejsce wszedłby wówczas Chenin, jako jedyny żydowski członek Hadasz w parlamencie. Jednak Baraka odmówił. Chenin trafił do Knesetu dopiero po wyborach w 2006 roku., zdobywał mandat także w wyborach w 2009 i 2013.
Jest doktorem nauk politycznych, autorem m.in. serii wykładów na temat globalizacji emitowanych w radiu Izraelskich Sił Obronnych. Do początku 2006 roku był przewodniczącym stowarzyszenia Środowisko i Życie (חיים וסביבה), złożonego z około 80 izraelskich organizacji ekologicznych.
W wyborach w 2015 został wybrany posłem ze Zjednoczonej Listy. W kwietniu 2019 utracił miejsce w parlamencie.